# Stads- en streekvervoer in Noord-Holland
Het stads- en streekvervoer in Noord-Holland geeft een overzicht van alle bus-, tram-, metro- en veerlijnen die gereden worden in de provincie Noord-Holland. Het gaat hier om de lijnen die zich in de provincie begeven, maar ook lijnen die de provincie doorkruisen.
De schuingedrukte plaatsnamen bevinden zich buiten de provincie Noord-Holland. Bij lijnen die horen bij concessies die niet uit Noord-Holland komen is tevens de opdrachtgevende OV-autoriteit vermeld.

## Huidige concessies
| OV-autoriteit           | Concessiegebied        | Vervoerder | Duur                    |
| ----------------------- | ---------------------- | ---------- | ----------------------- |
| Vervoerregio Amsterdam  | Stadsvervoer Amsterdam | GVB        | 01.07.2025 – 31.12.2036 |
| Vervoerregio Amsterdam  | Zaanstreek-Waterland   | EBS        | 10.12.2023 – 19.12.2033 |
| Vervoerregio Amsterdam  | Amstelland-Meerlanden  | Connexxion | 10.12.2017 – 11.12.2032 |
| provincie Noord-Holland | Noord-Holland Noord    | Connexxion | 22.07.2018 – 15.07.2028 |
| provincie Noord-Holland | Haarlem-IJmond         | Connexxion | 03.09.2017 – 15.07.2028 |
| provincie Noord-Holland | Gooi en Vechtstreek    | Transdev   | 11.07.2021 – 14.12.2030 |

## OV-chipkaart
In Connexxion regio's Amstelland-Meerlanden (incl. Zuidtangent) en Haarlem – IJmond werd de OV-chipkaart op 1 september 2008 ingevoerd. Het GVB Amsterdam volgde op 3 november 2008. Connexxion voerde op 25 april 2009 de OV-chipkaart ook in op de buslijnen in de Zaanstreek en op 16 juni 2009 in Noord-Holland Noord. Arriva volgde op 24 juni 2009 in Waterland. op 11 augustus 2009 was Connexxion ook in de regio Gooi en Vechtstreek klaar voor de OV-chipkaart.
Op 18 maart 2009 meldde het GVB dat de vertraging van de invoering van de OV-chipkaart en de afschaffing van de strippenkaart Amsterdam veel geld kost. De Stadsregio Amsterdam meldt op 26 maart 2009 aan de gemeenteraad van Amsterdam dat men de poortjes bij de Amsterdamse metro op 25 juni 2009 wil afsluiten en daarmee de strippenkaart in de metro af te schaffen. Op 1 oktober 2009 zou de strippenkaart ook in de tram en de bus afgeschaft moeten worden. In april 2009 werd het formele verzoek hiertoe ingediend bij Staatssecretaris Tineke Huizinga van Verkeer. Op 19 mei 2009 maakte reizigersorganisatie ROVER bekend dat de afschaffing van de strippenkaart in de Amsterdamse metro per 25 juni door staatssecretaris Tineke Huizinga was uitgesteld na protest door de consumentenorganisaties in de Amsterdamse Reizigersadviesraad (RAR).
De strippenkaart is uiteindelijk op 27 augustus 2009 vervallen als betaalmiddel voor reizen met de Amsterdamse metro. Volgens een onderzoek van adviesbureau NEA zou afschaffing van de strippenkaart in de Amsterdamse metro leiden tot een daling van het aantal passagiers met 13%. Ook in de provincie Zuid-Holland verwacht men een daling van de aantallen buspassagiers bij afschaffen van de strippenkaart. Volgens de provincie zou deze daling 7,5% bedragen; de Socialistische Partij gaat echter uit van 12,5%. De strippenkaart in de Amsterdamse tram en Amsterdamse bus is op 3 juni 2010 afgeschaft.
Tijdens de introductieperiode waren er speciale blanco "sleutel"kaarten om enkel poortjes mee te kunnen openen. Daarbij was nog een "los" vervoerbewijs nodig. Als overgangsmaatregel werden dergelijke kaarten gratis verstrekt aan NS maandabonnementhouders met een stad-/streeksupplement, dat destijds nog geldig was in de Rotterdamse en Amsterdamse metro.
| |                                          | Tariefjaar (vol tarief in euro's) | Tariefjaar (vol tarief in euro's) | Tariefjaar (vol tarief in euro's) | Tariefjaar (vol tarief in euro's) |
| Concessie(s)                                                                                            | Verbinding(en)                           | 2011                              | 2012                              | 2013                              | 2014                              |
| --- | ---------------------------------------- | --------------------------------- | --------------------------------- | --------------------------------- | --------------------------------- |
| Stadsvervoer Amsterdam                                                                                  | Alle bussen, trams en metro's            | 0,105                             | 0,142                             | 0,145                             | 0,148                             |
| Amstelland-Meerlanden, Gooi en Vechtstreek, Haarlem-IJmond, Noord-Holland Noord en Zaanstreek-Waterland | Alle bussen, incl. R-net en Schipholnet. | 0,105                             | 0,126                             | 0,134                             | 0,135                             |

## Amsterdam en omgeving

### Concessie Stadsvervoer Amsterdam
De concessie Stadsvervoer Amsterdam omvat al het metro-, tram- en busvervoer binnen de gemeentegrenzen van Amsterdam, Diemen en de kern Duivendrecht van de gemeente Ouder-Amstel en enkele lijnen erbuiten. Deze concessie wordt uitgevoerd door het GVB.
| Lijn                                                          | Route                                                | Via | Bijzonderheden                                                            |
| ------------------------------------------------------------- | ---------------------------------------------------- | --- | ------------------------------------------------------------------------- |
| Tramlijnen Amsterdam                                          |                                                      | |                                                                           |
| Tram 1                                                        | Muiderpoortstation – Osdorp De Aker                  | Weesperplein, Leidseplein, Surinameplein, Station Lelylaan                                                           |                                                                           |
| Tram 2                                                        | Centraal Station – Nieuw Sloten                      | Leidseplein, Museumplein, Hoofddorpplein                                                                             |                                                                           |
| Tram 3                                                        | Westergasfabriek – Flevopark                         | Museumplein, Muiderpoortstation                                                                                      |                                                                           |
| Tram 4                                                        | Centraal Station – Station RAI                       | Frederiksplein, Europaplein                                                                                          |                                                                           |
| Tram 5                                                        | Zoutkeetsgracht – Amstelveen Stadshart               | Leidseplein, Museumplein, Station Zuid, Buitenveldert                                                                |                                                                           |
| Tram 7                                                        | Sloterpark – Azartplein                              | Mercatorplein, Leidseplein, Weesperplein                                                                             |                                                                           |
| Tram 12                                                       | Centraal Station – Amstelstation                     | Leidseplein, Museumplein                                                                                             |                                                                           |
| Tram 13                                                       | Centraal Station – Geuzenveld                        | Westermarkt, Mercatorplein, Slotermeer                                                                               |                                                                           |
| Tram 14                                                       | Centraal Station – Indische Buurt                    | Dam, Alexanderplein                                                                                                  |                                                                           |
| Tram 17                                                       | Centraal Station – Osdorp Dijkgraafplein             | Westermarkt, Surinameplein, Station Lelylaan                                                                         |                                                                           |
| Tram 19                                                       | Station Sloterdijk – Diemen Sniep                    | Leidseplein, Weesperplein, Alexanderplein                                                                            |                                                                           |
| Tram 24                                                       | Frederiksplein – De Boelelaan/VU                     | De Pijp, Olympisch stadion, VUmc                                                                                     |                                                                           |
| Tram 25                                                       | Station Zuid – Uithoorn Centrum                      | Amstelveen, Uithoorn Busstation                                                                                      |                                                                           |
| Tram 26                                                       | Centraal Station – IJburg                            | Rietlandpark |                                                                           |
| Tram 27                                                       | Surinameplein – Osdorp Dijkgraafplein                | Station Lelylaan | Rijdt alleen tijdens de ochtendspits                                      |
| Metrolijnen Amsterdam                                         |                                                      | |                                                                           |
| Metro                                                         | Isolatorweg – Gein                                   | Station Sloterdijk, Station Lelylaan, Station Zuid, Station Duivendrecht, Station Bijlmer ArenA, Station Holendrecht |                                                                           |
| Metro                                                         | Centraal Station – Isolatorweg                       | Amstelstation, Station RAI, Station Zuid, Station Lelylaan, Station Sloterdijk                                       |                                                                           |
| Metro                                                         | Noord – Station Zuid                                 | Centraal Station, De Pijp, Europaplein (RAI)                                                                         |                                                                           |
| Metro                                                         | Centraal Station – Gaasperplas                       | Amstelstation, Station Diemen Zuid                                                                                   |                                                                           |
| Metro                                                         | Centraal Station – Gein                              | Amstelstation, Station Duivendrecht, Station Bijlmer ArenA, Station Holendrecht                                      |                                                                           |
| Buslijnen Amsterdam                                           |                                                      | |                                                                           |
| 15                                                            | Station Sloterdijk – Station Zuid                    | Bos en Lommer, Haarlemmermeerstation                                                                                 |                                                                           |
| 18                                                            | Slotervaart – Centraal Station                       | Centrale Markthallen                                                                                                 |                                                                           |
| 21                                                            | Geuzenveld / De Eendracht – Centraal Station         | Slotermeer, Bos en Lommer, Westerpark                                                                                |                                                                           |
| 22                                                            | Station Muiderpoort – Station Sloterdijk             | Indische Buurt, Centraal Station                                                                                     |                                                                           |
| 34                                                            | Noorderpark – Olof Palmeplein                        | Banne Buiksloot, Station Noord                                                                                       |                                                                           |
| 35                                                            | Molenwijk – Olof Palmeplein                          | Station Noorderpark, Nieuwendam                                                                                      |                                                                           |
| 36                                                            | Station Noord – Station Sloterdijk                   | Molenwijk |                                                                           |
| 37                                                            | Station Noord – Amstelstation                        | Buikslotermeerplein, Station Muiderpoort                                                                             |                                                                           |
| 38                                                            | Station Noord – Buiksloterham                        | Olof Palmeplein, Buiksloterwegveer                                                                                   |                                                                           |
| 40                                                            | Amstelstation – Muiderpoortstation                   | Science Park |                                                                           |
| 41                                                            | Holendrecht – Amstelstation                          | Gaasperplas, Bijlmer, Duivendrecht, Watergraafsmeer                                                                  |                                                                           |
| 43                                                            | Centraal Station – Borneo-eiland                     | KNSM-eiland |                                                                           |
| 44                                                            | Station Bijlmer ArenA – Diemen Noord                 | Diemen |                                                                           |
| 47                                                            | Holendrecht – Station Bijlmer ArenA                  | Reigersbos, Gein, Gaasperplas, Bijlmermeer                                                                           |                                                                           |
| 48                                                            | Centraal Station – Houthaven                         | Westerdok, Spaarndammerbuurt                                                                                         |                                                                           |
| 49                                                            | Station Bijlmer ArenA – Weesp Station                | Gaasperplas, Driemond                                                                                                | Rijdt niet 's avonds en in het weekend                                    |
| 61                                                            | Station Sloterdijk – Osdorpplein                     | Geuzenveld |                                                                           |
| 62                                                            | Station Lelylaan – Amstelstation                     | Haarlemmermeerstation, Buitenveldert, RAI, Rivierenbuurt                                                             |                                                                           |
| 63                                                            | Station Lelylaan – Osdorp De Aker                    | Osdorpplein |                                                                           |
| 65                                                            | Amstelstation – KNSM-eiland                          | Watergraafsmeer, Indische Buurt                                                                                      |                                                                           |
| 66                                                            | Station Bijlmer ArenA – IJburg                       | Diemen |                                                                           |
| 68                                                            | Henk Sneevlietweg – Riekerpolder                     | | Rijdt niet in het weekend                                                 |
| Spitsbussen / Schoolbussen / Studentenbussen / Schipholbussen |                                                      | |                                                                           |
| 231                                                           | Station Sloterdijk – Abberdaan                       | |                                                                           |
| 233                                                           | Station Sloterdijk – Westpoort                       | |                                                                           |
| 245                                                           | Molenwijk → Schiphol Airport                         | Station Noord, Nieuwendam, Muiderpoortstation, Amstelstation, Rivierenbuurt, RAI, Schiphol Noord                     | Drie ritten in vroege ochtend, uitsluitend náár Schiphol; rijdt dagelijks |
| 246                                                           | Borneo Eiland → Schiphol Airport                     | Kattenburg, Waterlooplein, Rivierenbuurt, De Boelelaan/VU, Schiphol Noord                                            | Twee ritten in vroege ochtend, uitsluitend náár Schiphol; rijdt dagelijks |
| 247                                                           | Bos en Lommerplein → Schiphol Airport                | Station Lelylaan, Slotervaart, Schiphol Noord                                                                        | Drie ritten in vroege ochtend, uitsluitend náár Schiphol; rijdt dagelijks |
| 267                                                           | Anderlechtlaan – Riekerpolder                        | |                                                                           |
| R-net                                                         |                                                      | |                                                                           |
| 360                                                           | Station Bijlmer ArenA – IJburg                       | |                                                                           |
| 369                                                           | Station Sloterdijk – Schiphol Airport                | Slotermeer, Osdorp, Nieuw-Sloten, Schiphol Noord                                                                     |                                                                           |
| Servicelijnen Gelderlandplein                                 |                                                      | |                                                                           |
| 461                                                           | Gelderlandplein – Gustav Mahlerplein                 | | Rijdt niet 's avonds en in het weekend                                    |
| 463                                                           | Gelderlandplein – Bolestein                          | | Rijdt niet 's avonds                                                      |
| 464                                                           | Gelderlandplein – Vivaldi                            | | Rijdt niet 's avonds                                                      |
| Nachtbussen                                                   |                                                      | |                                                                           |
| N81                                                           | Centraal Station – Station Sloterdijk                | Haarlemmer Houttuinen, Spaarndammerbuurt                                                                             |                                                                           |
| N82                                                           | Centraal Station – Geuzenveld                        | Centrum, (Leidseplein,) Bos en Lommer                                                                                | Ringlijn in Slotermeer/Geuzenveld                                         |
| N83                                                           | Centraal Station – Osdorp                            | Haarlemmermeerplein, Leidseplein, Oud West                                                                           | Ringlijn in Osdorp                                                        |
| N84                                                           | Centraal Station – Amstelveen Busstation             | Centrum, (Leidseplein,) De Pijp, Buitenveldert                                                                       |                                                                           |
| N85                                                           | Centraal Station – Station Bijlmer ArenA             | Centrum, Rembrandtplein, Watergraafsmeer, Duivendrecht, Gaasperplas, Gein, Holendrecht                               | Ringlijn in Zuidoost                                                      |
| N86                                                           | Centraal Station – Station Bijlmer ArenA             | (Leidseplein,) Wibautstraat                                                                                          |                                                                           |
| N87                                                           | Centraal Station – Station Bijlmer ArenA             | Centrum, Rembrandtplein, Watergraafsmeer, Diemen, Gaasperplas                                                        |                                                                           |
| N88                                                           | Centraal Station – Nieuw Sloten                      | Centrum, Leidseplein, Nieuw Zuid                                                                                     |                                                                           |
| N89                                                           | Centraal Station – IJburg                            | (Rembrandtplein,) Rietlanden, Indische Buurt                                                                         | Ringlijn in Centrum                                                       |
| N91                                                           | Centraal Station → Centraal Station                  | Centrum, Nieuwendam, Banne Buiksloot                                                                                 | Ringlijn                                                                  |
| N93                                                           | Centraal Station → Centraal Station                  | Centrum, Tuindorp-Oostzaan, Molenwijk, Banne Buiksloot                                                               | Ringlijn                                                                  |
| Veerdiensten Amsterdam en Noordzeekanaal                      |                                                      | |                                                                           |
| F1                                                            | Oostveer (Zamenhofstraat – Azartplein)               | |                                                                           |
| F2                                                            | IJpleinveer (Centraal Station – IJplein)             | |                                                                           |
| F3                                                            | Buiksloterwegveer (Centraal Station – Buiksloterweg) | |                                                                           |
| F4                                                            | NDSM-Werfveer (Centraal Station – NDSM-werf)         | |                                                                           |
| F6                                                            | Distelwegveer (Tasmanstraat – Distelweg)             | |                                                                           |
| F7                                                            | Houthavenveer (Tasmanstraat – NDSM-werf)             | |                                                                           |
| F9                                                            | Sporenburg – Zeeburgereiland                         | | Vaart niet 's avonds en in het weekend                                    |
| F20                                                           | Hempont (Hempontplein – Zaandam Hemkade)             | |                                                                           |
| F21                                                           | Buitenhuizenpont (Spaarndam – Assendelft)            | |                                                                           |
| F22                                                           | Velserpont (Velsen Zuid – Velsen Noord)              | |                                                                           |

### Concessie Zaanstreek-Waterland
De concessie Zaanstreek-Waterland omvat het busvervoer in de regio's Zaanstreek en Waterland, ten noorden van Amsterdam. Deze concessie wordt uitgevoerd door EBS onder de naam M.net.
De lijnnummering in de regio is volgens het volgende nummeringsysteem:
- 6x-serie: M.net ontsluitend busvervoer Zaanstreek
- 1xx-serie: M.net ontsluitend busvervoer Waterland
- 2xx-serie: M.net spitsvervoer
- 3xx-serie: R-net
- 4xx-serie: M.net buurtbussen
- 6xx-serie: M.net schoolbussen
- 8xx-serie: M.net toeristenbussen
- N-serie: M.net nachtbussen

| Lijn                         | Route                                                        | Via | Opmerkingen |
| ---------------------------- | ------------------------------------------------------------ | --- | --- |
| M.net Stadsdienst Assendelft |                                                              | | |
| 68                           | Station Krommenie-Assendelft – Assendelft Noorderveenweg     | | Rijdt alleen 's avonds en op zondag |
| M.net Stadsdienst Purmerend  |                                                              | | |
| 101                          | Korenstraat → Korenstraat                                    | Purmer-Noord, Purmer-Zuid, Weidevenne, Busstation Tramplein, Overwhere, Station Purmerend Overwhere, De Baanstee | Ringlijn in één richting, tegengesteld aan lijn 102.                                                                                        |
| 102                          | Korenstraat → Korenstraat                                    | De Baanstee, Station Purmerend Overwhere, Overwhere, Busstation Tramplein, Weidevenne, Purmer-Zuid, Purmer-Noord | Ringlijn in één richting, tegengesteld aan lijn 101.                                                                                        |
| M.net Streekdienst           |                                                              | | |
| 63                           | Zaandam Station – Assendelft Festina Lente                   | Koog aan de Zaan, Westzaan                                                                                       | |
| 64                           | Zaandijk Oud Heinstraat – Zaandam Fonteinkruidweg            | Koog aan de Zaan, Zaandam Station                                                                                | |
| 65                           | Beverwijk Station – Zaandam De Vlinder                       | Nauerna, Westzaan, Zaandam (Station, Zaans Medisch Centrum)                                                      | |
| 67                           | Zaandam Station – Purmerend Tramplein                        | Koog aaan de Zaan, Wormerveer, Wormer, Jisp, Neck                                                                | |
| 69                           | Station Krommenie-Assendelft – Zaandam Station               | Krommenie, Wormerveer, Zaandam (Zaanse Schans, 't Kalf, Kogerveld, Zaans Medisch Centrum)                        | |
| 100                          | Amsterdam Noord – Edam Busstation                            | Schouw, Watergang, Ilpendam, Purmerend                                                                           | Rijdt 's avonds en in het weekend niet tussen Purmerend en Edam v.v.                                                                        |
| 103                          | Amsterdam Station Sloterdijk – Monnickendam Swaensborch      | Landsmeer, Den Ilp, Purmerland, Purmerend, De Purmer                                                             | Rijdt niet 's avonds na 20:30. |
| 104                          | Amsterdam Noord – Purmerend Korenstraat                      | Schouw, Watergang, Ilpendam                                                                                      | |
| 110                          | Amsterdam Noord – Purmerend Tramplein                        | Schouw, Broek in Waterland, Monnickendam, Katwoude, Volendam, Edam                                               | |
| 111                          | Zaandam Station – Marken Minneweg                            | Oostzaan, Amsterdam (Noord), Schouw, Broek in Waterland, Monnickendam, Zuiderwoude                               | |
| 112                          | Amsterdam Noord – Edam Busstation                            | Schouw, Broek in Waterland, Monnickendam, Katwoude, Volendam                                                     | |
| 119                          | Amsterdam Noord – Landsmeer Vogelwikkestraat                 | | |
| 272                          | Purmerend Korenstraat – Amsterdam IBM                        | Ilpendam, Watergang, Schouw, Amsterdam (Station Sloterdijk)                                                      | Spitsbus. In de ochtendspits rijdt deze lijn naar Amsterdam en in de middagspits naar Purmerend.                                            |
| 276                          | Amsterdam Station Holendrecht – Purmerend P+R                | Diemen, Schouw, Watergang, Ilpendam                                                                              | Spitsbus. In de ochtendspits rijdt deze lijn naar Amsterdam en in de middagspits naar Purmerend.                                            |
| 277                          | Amsterdam Station Holendrecht – Purmerend Korenstraat        | Diemen, Schouw, Watergang, Ilpendam                                                                              | Spitsbus. In de ochtendspits rijdt deze lijn naar Amsterdam en in de middagspits naar Purmerend.                                            |
| 278                          | Amsterdam Station Holendrecht – Volendam Zeddeweg            | Diemen, Schouw, Broek in Waterland, Monnickendam, Edam                                                           | Spitsbus. In de ochtendspits rijdt deze lijn naar Amsterdam en in de middagspits naar Volendam.                                             |
| 800                          | Amsterdam Centraal → Amsterdam Centraal                      | Zaanse Schans, Edam, Volendam, Katwoude                                                                          | Toeristenringlijn in één richting, tegengesteld aan lijn 801. Rijdt alleen in het weekend en in de maanden juli en augustus ook doordeweeks |
| 801                          | Amsterdam Centraal → Amsterdam Centraal                      | Katwoude, Volendam, Edam, Zaanse Schans                                                                          | Toeristenringlijn in één richting, tegengesteld aan lijn 800. Rijdt alleen in het weekend en in de maanden juli en augustus ook doordeweeks |
| R-net                        |                                                              | | |
| 305                          | Amsterdam Centraal – De Rijp Wollandje                       | Schouw, Watergang, Ilpendam, Purmerend, Zuidoostbeemster, Middenbeemster                                         | |
| 306                          | Amsterdam Noord – Purmerend M.L. Kingweg                     | Schouw, Ilpendam                                                                                                 | |
| 307                          | Amsterdam Noord – Purmerend Korenstraat                      | Schouw, Ilpendam                                                                                                 | |
| 308                          | Amsterdam Noord – Purmerend Neckerstraat                     | Schouw, Ilpendam                                                                                                 | |
| 314                          | Amsterdam Centraal – Hoorn Station                           | Schouw, Broek in Waterland, Monnickendam, Katwoude, Edam, Oosthuizen, Scharwoude                                 | |
| 315                          | Amsterdam Noord – Monnickendam Swaensborch                   | Schouw, Broek in Waterland                                                                                       | |
| 316                          | Amsterdam Centraal – Edam Busstation                         | Schouw, Broek in Waterland, Monnickendam, Volendam                                                               | |
| 370                          | Amsterdam Station Holendrecht – Purmerend Tramplein          | Diemen, Schouw, Watergang, Ilpendam                                                                              | |
| 391                          | Zaandam Zaanse Schans – Amsterdam Centraal                   | Zaandam (Kogerveld, De Vlinder)                                                                                  | |
| 394                          | Zaandam Station – Amsterdam Noorderpark                      | Zaandam (Zuid, De Vlinder)                                                                                       | |
| 395                          | Zaandam Zaans Medisch Centrum – Amsterdam Station Sloterdijk | Zaandam (De Vlinder)                                                                                             | |
| M.net Buurtbussen            |                                                              | | |
| 413                          | Purmerend Tramplein – Beets N.H. Kerk                        | Middelie/Kwadijk, Hobrede, Oosthuizen, Warder, Schardam                                                          | Rijdt niet 's avonds en op zondag |
| 414                          | Krommeniedijk Woudpolderweg – Oostknollendam Toldeurkering   | Krommenie, Assendelft, Wormerveer, Wormer                                                                        | Rijdt niet 's avonds en op zondag |
| 416                          | Purmerend Dijklander Ziekenhuis – De Rijp Wollandje          | Zuidoostbeemster, Beemster, Middenbeemster, Westbeemster                                                         | Rijdt niet 's avonds en op zondag |
| 419                          | Ilpendam Dorpshuis – Broek in Waterland Eilandweg            | Overleek, Monnickendam, Uitdam, Zuiderwoude                                                                      | Rijdt niet 's avonds en op zondag |
| 456                          | Zaandam Station – Station Krommenie-Assendelft               | Westzaan, Nauerna, Assendelft                                                                                    | Rijdt niet 's avonds na 19:30 en op zondag                                                                                                  |
| M.net Schoolbussen           |                                                              | | |
| 610                          | Marken Minneweg – Volendam Zeddeweg                          | Zuiderwoude, Monnickendam, Katwoude                                                                              | In de ochtendspits rijdt deze lijn naar Volendam en in de middagspits naar Marken.                                                          |
| 614                          | Volendam Zeddeweg – Hoorn Oscar Romero                       | Edam, Oosthuizen, Scharwoude                                                                                     | Rijdt enkele ritten alleen tussen Edam en Hoorn v.v. en alleen tussen Monnickendam of Volendam en Hoorn                                     |
| M.net Nachtbussen            |                                                              | | |
| N06                          | Amsterdam Centraal – Purmerend M.L. Kingweg                  | Schouw, Watergang, Ilpendam                                                                                      | |
| N07                          | Amsterdam Centraal – Purmerend Korenstraat                   | Schouw, Watergang, Ilpendam                                                                                      | |
| N11                          | Amsterdam Centraal – Marken Minneweg                         | Schouw, Broek in Waterland, Monnickendam, Zuiderwoude                                                            | |
| N14                          | Amsterdam Centraal – Hoorn Station                           | Schouw, Broek in Waterland, Monnickendam, Katwoude, Volendam, Edam, Oosthuizen, Scharwoude                       | |
| N19                          | Amsterdam Centraal – Zaandam Station                         | Landsmeer, Oostzaan                                                                                              | |
| N94                          | Amsterdam Centraal – Station Krommenie-Assendelft            | Zaandam (De Vlinder, Station), Koog aan de Zaan, Zaandijk, Wormerveer                                            | |

### Concessie Amstelland-Meerlanden
De concessie Amstelland-Meerlanden omvat het vervoer in de gemeentes Aalsmeer, Amstelveen, Ouder-Amstel (behalve Duivendrecht), Uithoorn en Haarlemmermeer. Deze concessie wordt uitgevoerd door Connexxion.
| Lijn                  | Route                                                               | Via | Bijzonderheden                                      |
| --------------------- | ------------------------------------------------------------------- | --- | --------------------------------------------------- |
| Stadsdienst Hoofddorp |                                                                     | |                                                     |
| 160                   | Station – Centrum                                                   | Arnolduspark | Rijdt niet 's avonds en in het weekend              |
| 169                   | Station – Spaarne Gasthuis                                          | Centrum, Toolenburg, Overbos |                                                     |
| Streekdienst          |                                                                     | |                                                     |
| 149                   | Uithoorn Busstation – Amstelveen Busstation                         | Nes aan de Amstel | Rijdt 's avonds en in het weekend als OV Op Maat    |
| 161                   | Hoofddorp Station – Zwanenburg Kinheim                              | Hoofddorp (Centrum, Pax, Kaj Munkweg), Lijnden, Boesingheliede, Zwanenburg, Halfweg                                                                       | Rijdt niet 's avonds na 20:00 en in het weekend     |
| 162                   | Hoofddorp Station – Lisse Centrum                                   | Nieuw-Vennep, Lisserbroek |                                                     |
| 163                   | Hoofddorp Station – Rijsenhout Kleine Poellaan                      | | Rijdt 's avonds en in het weekend als OV Op Maat    |
| 164                   | Nieuw Vennep Station – Buitenkaag Veerpont                          | Abbenes | Rijdt 's avonds en in het weekend als OV Op Maat    |
| 171                   | Amsterdam Station Bijlmer ArenA – Aalsmeer Busstation               | Ouderkerk aan de Amstel, Amstelveen, Bovenkerk |                                                     |
| 174                   | Amstelveen KLM Hoofdkantoor – Uithoorn Amstelplein                  | Amstelveen (Busstation, Middenhoven), Uithoorn Busstation                                                                                                 |                                                     |
| 178                   | Amsterdam Station Zuid – Amstelveen Poortwachter                    | Amstelveen Busstation |                                                     |
| Schipholnet           |                                                                     | |                                                     |
| 180                   | Schiphol P30 → P30                                                  | Airport, Noord, Oost, Rijk, Rozenburg | Ringlijn in één richting, tegengesteld aan lijn 181 |
| 181                   | Schiphol Noord → Noord                                              | Airport, P30, Rozenburg, Rijk, Oost | Ringlijn in één richting, tegengesteld aan lijn 180 |
| 185                   | Schiphol Airport – Badhoevedorp Justitieel Complex                  | |                                                     |
| 186                   | (Schiphol P30 →) Schiphol Noord – Amstelveen Busstation             | (Airport, Noord,) Amsterdamse Bos | Rijdt niet 's avonds en in het weekend              |
| 190                   | Schiphol Noord – P30                                                | Schiphol Airport | Opvullijn, 's nachts als N90                        |
| 191                   | (Schiphol Noord →) Schiphol P30 – Anchoragelaan                     | Schiphol (Airport, Zuid) |                                                     |
| 194                   | (Schiphol P30 →) Schiphol Noord – Amsterdam Matterhorn              | (Airport, Noord,) Badhoevedorp, Lijnden | Rijdt niet 's avonds en in het weekend              |
| 195                   | (Schiphol P30 →) Schiphol Noord – Amsterdam Lelylaan                | (Airport, Noord,) Amsterdam Sloten |                                                     |
| 198                   | Schiphol Airport – Amsterdam Station Zuid                           | Schiphol Noord |                                                     |
| 199                   | (Schiphol P30 →) Schiphol Noord – Amstelveen Busstation             | (Airport, Noord,) Amsterdamse Bos, Amstelveen (Westwijk, Middenhoven)                                                                                     |                                                     |
| Spits- en snelbussen  |                                                                     | |                                                     |
| 200                   | Amsterdam Gaasperplas → Schiphol Airport                            | Schiphol Noord | Alleen in de ochtendspits                           |
| 255                   | Amsterdam Station Bijlmer ArenA – Haarlem Station                   | |                                                     |
| 257                   | Amsterdam Haarlemmermeerstation → Aalsmeer Busstation               | Amstelveen | Alleen in de ochtendspits                           |
| 271                   | Amsterdam Gaasperplas → Aalsmeer FloraHolland                       | | Alleen in de ochtendspits                           |
| 274                   | Uithoorn Arthur van Schendellaan – Uithoorn Amstelplein             | Uithoorn Busstation |                                                     |
| 287                   | Schiphol Airport – Schiphol-Rijk                                    | |                                                     |
| R-net                 |                                                                     | |                                                     |
| 300                   | Amsterdam Station Bijlmer ArenA – Haarlem Station                   | Ouderkerk aan de Amstel, Amstelveen, Schiphol (Noord, Airport), De Hoek, Hoofddorp (Station, Spaarne Gasthuis), Vijfhuizen, Haarlem (Schalkwijk, Centrum) | 's Nachts als N30 van/naar IJmuiden                 |
| 340                   | Haarlem Station – Uithoorn Busstation                               | Heemstede, Cruquius, Hoofddorp (Spaarne Gasthuis, Centrum, Station), Aalsmeer                                                                             |                                                     |
| 341                   | Hoofddorp Spaarne Gasthuis – Schiphol Airport                       | Hoofddorp (Centrum, Station) |                                                     |
| 343                   | Hoofddorp Station – SKWA                                            | |                                                     |
| 346                   | Amsterdam Station Zuid – Haarlem Station                            | |                                                     |
| 356                   | Amsterdam Station Bijlmer ArenA – Haarlem Station                   | Ouderkerk aan de Amstel, Amstelveen, Schiphol Noord, Badhoevedorp                                                                                         |                                                     |
| 357                   | Amsterdam Busstation Elandsgracht – Kudelstaart Bilderdammerweg     | Amstelveen, Aalsmeer | 's Nachts als N57 van/naar Amsterdam Centraal       |
| 397                   | Nieuw-Vennep P+R Getsewoud Zuid – Amsterdam Busstation Elandsgracht | Hoofddorp, Schiphol (Airport, Noord), Amsterdam Leidseplein                                                                                               | 's Nachts als N97 van/naar Amsterdam Centraal       |
| Buurtbussen           |                                                                     | |                                                     |
| 401                   | Hoofddorp Station – Bennebroek Anemonenplein                        | Hoofddorp (Centrum, Spaarne Gasthuis), Cruquius, Zwaanshoek                                                                                               | Rijdt niet 's avonds en in het weekend              |
| Schoolbus             |                                                                     | |                                                     |
| 645                   | Badhoevedorp Oost → Hoofddorp Kaj Munkweg                           | Lijnden |                                                     |
| Nachtbussen R-net     |                                                                     | |                                                     |
| N30                   | IJmuiden Dennekoplaan – Amsterdam Station Bijlmer ArenA             | Driehuis, Haarlem, Vijfhuizen, Hoofddorp (Spaarne Gasthuis, Station), De Hoek, Schiphol (Airport, Noord), Amstelveen, Ouderkerk aan de Amstel             | Is ook onderdeel van de concessie Haarlem-IJmond    |
| N47                   | Amsterdam Centraal – Uithoorn Busstation                            | Amstelveen | Rijdt alleen donderdag- t/m zaterdagnacht           |
| N57                   | Amsterdam Centraal – Aalsmeer Busstation                            | Amstelveen | Rijdt alleen donderdag- t/m zaterdagnacht           |
| N97                   | Nieuw-Vennep P+R Getsewoud Zuid – Amsterdam Centraal                | Hoofddorp, Schiphol (Airport, Noord) |                                                     |
| Nachtbus Schipholnet  |                                                                     | |                                                     |
| N90                   | Schiphol Noord – P30                                                | Schiphol Airport |                                                     |

## Provincie Noord-Holland

### Concessie Noord-Holland Noord
De concessie Noord-Holland Noord omvat al het vervoer ten noorden van de lijn Purmerend - Castricum, inclusief het Waddeneiland Texel. Deze concessie wordt uitgevoerd door Connexxion.
De lijnnummering in de regio is volgens het volgende nummeringsysteem:
- 1 t/m 10: stadsdienst Alkmaar
- 1x-serie: stadsdienst Hoorn
- 2x-serie: Texel
- 3x-serie: stadsdienst Den Helder
- 1xx-serie: streekbussen
- 2xx-serie: spitsbussen
- 4xx-serie: buurtbussen
- 6xx-serie: schoolbussen
- 7xx-serie: Overal OV op Maat
- 8xx-serie: kustbussen (zomerbussen)
- N-serie: nachtbussen

| Lijn                   | Route                                                                 | Via | Bijzonderheden |
| ---------------------- | --------------------------------------------------------------------- | --- | --- |
| Stadsdienst Alkmaar    |                                                                       | | |
| 2                      | Station – Vroonermeer-Noord                                           | Huiswaard, 't Rak, Daalmeer                                                                                     | |
| 4                      | Station – Daalmeer                                                    | Zeswielen, Station Noord, Vroonermeer                                                                           | |
| 5                      | Station → Station                                                     | Daalmeer, De Mare                                                                                               | Ringlijn in één richting, tegengesteld aan lijn 6                                                                                  |
| 6                      | Station → Station                                                     | De Mare, Daalmeer                                                                                               | Ringlijn in één richting, tegengesteld aan lijn 5                                                                                  |
| 8                      | Station – Overdie                                                     | NWZG, Oud-Overdie                                                                                               | |
| 9                      | Station – Overdie                                                     | NWZG | |
| 10                     | Station – Sint Pancras, Kerkplein                                     | Oudorp | |
| Stadsdienst Hoorn      |                                                                       | | |
| 14                     | Station – Kersenboogerd                                               | Centrum | |
| Texelhopper            |                                                                       | | |
| 28                     | 't Horntje, Veerhaven – De Koog, Nikadel                              | Den Burg | |
| Stadsdienst Den Helder |                                                                       | | |
| 31                     | Station – Station Zuid                                                | Centrum, Nieuw-Den Helder                                                                                       | |
| 32                     | Station – Nieuw-Den Helder                                            | | |
| 33                     | Station – Veerhaven                                                   | | |
| 34                     | Station – Station Zuid                                                | De Schooten | |
| 37                     | Station – Huisduinen                                                  | Centrum, NWZG                                                                                                   | |
| Streekdienst           |                                                                       | | |
| 30                     | Den Helder, Station – Schagen, Station                                | NWZG, Station Den Helder Zuid, Julianadorp, 't Zand                                                             | |
| 123                    | Alkmaar, Station – Alkmaar, Station                                   | West-Graftdijk, De Rijp, Graft, Grootschermer, Schermerhorn, Stompetoren                                        | Ringlijn in twee richtingen; tot 13:00 uur alleen met de klok mee, na 13:00 uur alleen tegen de klok in.                           |
| 128                    | Hoorn, Station – Noordbeemster, Oosthuizerweg                         | Berkhout, De Goorn, Avenhorn                                                                                    | |
| 129                    | Alkmaar, Station – Purmerend, Tramplein                               | Stompetoren, Schermerhorn, Noordbeemster, Middenbeemster, Zuidoostbeemster                                      | |
| 130                    | Julianadorp, Dorperweerth – Schagen, Station                          | 't Zand | Rijdt niet 's avonds en in het weekend                                                                                             |
| 131                    | Hoorn, Station – Andijk, Hoekweg                                      | Blokker, Zwaag, Zwaagdijk, Wervershoof                                                                          | |
| 132                    | Hoorn, Station – Andijk, Hoekweg                                      | Zwaag, Zwaagdijk, Wervershoof                                                                                   | |
| 133                    | Hoorn, Station – Hoogwoud, Raadhuisstraat                             | Zwaag, Wognum, Wadway, Spanbroek, Opmeer                                                                        | |
| 134                    | Hoorn, Station – Wieringerwerf, Badweg                                | Abbekerk, Lambertschaag, Middenmeer, Slootdorp                                                                  | Rijdt niet 's avonds en in het weekend                                                                                             |
| 135                    | Hoorn, Station – Den Helder, Station                                  | Abbekerk, Middenmeer, Wieringerwerf, Den Oever, Hippolytushoef, Westerland                                      | |
| 136                    | Hoorn, Station – Midwoud, Oostwouder Dorpsstraat                      | Wognum, Nibbixwoud, Hauwert/Benningbroek                                                                        | Ringlijn in twee richtingen; tot 12:00 alleen tegen de klok in, na 12:00 alleen met de klok mee. Rijdt niet 's avonds na 23:00 uur |
| 138                    | Andijk, Middenweg – Bovenkarspel, Station                             | Grootebroek | Rijdt niet 's avonds en in het weekend                                                                                             |
| 139                    | Hoorn, Station – Medemblik, Busstation                                | Abbekerk, Opperdoes                                                                                             | Stopt richting Medemblik alleen bij Abbekerk                                                                                       |
| 141                    | Abbekerk, Busstation – Aartswoud, Zuiderzeestraat                     | De Weere | Spitsbus |
| 142                    | Abbekerk, Busstation – Benningbroek, Molenbuurt                       | | Spitsbus |
| 143                    | Abbekerk, Busstation – Twisk, Noorderweg                              | | Spitsbus |
| 151                    | Alkmaar, Station – Sint Maartenszee, Goudvis                          | Schoorl, Groet, Camperduin, Petten                                                                              | Sint Maartenszee wordt alleen in de spitsuren bediend                                                                              |
| 152                    | Schagen, Station – Callantsoog, Stuyvezandeweg                        | Schagerbrug, De Stolpen                                                                                         | |
| 153                    | Nieuwe Niedorp, Transferium – Schagen, Station                        | Winkel, 't Veld                                                                                                 | Spitsbus |
| 157                    | Alkmaar, Station – Schagen, Station                                   | Schoorldam, Warmenhuizen, Tuitjenhorn, Dirkshorn                                                                | |
| 158                    | Anna Paulowna, Station – Den Oever, Busstation                        | Breezand, Westerland, Hippolytushoef                                                                            | Rijdt niet 's avonds en in het weekend                                                                                             |
| 160                    | Alkmaar, Station – Heerhugowaard, Centrumwaard                        | | 's Nachts als N60 |
| 162                    | Alkmaar, Station – Heerhugowaard, Icaruslaan                          | | |
| 163                    | Alkmaar, Station – Uitgeest, Station                                  | Akersloot | |
| 164                    | Castricum, Station – Egmond aan Zee, Busstation                       | Bakkum, Egmond-Binnen, Egmond a/d Hoef                                                                          | Spitsbus, rijdt buiten de spitsuren als Overal OV Op Maat                                                                          |
| 165                    | Alkmaar, Station – Egmond aan Zee, Busstation                         | Egmond a/d Hoef                                                                                                 | |
| 166                    | Alkmaar, Station – Bergen, Plein                                      | | |
| 167                    | Alkmaar, Station – Castricum, Station                                 | Heiloo, Limmen                                                                                                  | |
| 169                    | Alkmaar, Station – Oudkarspel, Haagwinde                              | Broek op Langedijk, Zuid-Scharwoude, Noord-Scharwoude                                                           | |
| 239                    | Hoorn, Station – Medemblik, Busstation                                | Abbekerk | Rijdt niet op zondag |
| 251                    | Alkmaar, Station – Petten, EHC                                        | Sint Maartensvlotbrug, Sint Maartenszee                                                                         | Sneldienst, rijdt 's ochtends naar Petten en 's middags naar Alkmaar, rijdt niet 's avonds en op zondag                            |
| 260                    | Alkmaar, Station – Heerhugowaard, Stadshart                           | | Sneldienst, rijdt 's ochtends naar Heerhugowaard en 's middags naar Alkmaar, rijdt niet 's avonds en op zondag                     |
| 269                    | Alkmaar, Station – Oudkarspel, Haagwinde                              | | Sneldienst, rijdt 's ochtends naar Oudkarspel en 's middags naar Alkmaar, rijdt niet 's avonds en op zondag                        |
| Buurtbus               |                                                                       | | |
| 406                    | Schagen, Station – Waarland, Hogebrugweg                              | Zijdewind | Rijdt niet 's avonds en op zondag                                                                                                  |
| 407                    | Heerhugowaard, Station – Heerhugowaard, Station                       | Noord-Scharwoude, Zuid-Scharwoude, Broek op Langedijk                                                           | Rijdt niet 's avonds en in het weekend                                                                                             |
| 408                    | Egmond aan Zee, Busstation – Heiloo, Winkelcentrum 't Loo             | Egmond a/d Hoef, Egmond-Binnen                                                                                  | Rijdt niet 's avonds na 22:30 en op zondag                                                                                         |
| 409                    | Heerhugowaard, Station – Obdam, Station                               | Rustenburg, Ursem, Hensbroek                                                                                    | Rijdt niet 's avonds en op zondag                                                                                                  |
| 410                    | Egmond aan Zee, Pieter Schotmanstraat/Werf – Camperduin, Strandafslag | Egmond a/d Hoef, Bergen aan Zee, Bergen, Aagtdorp, Schoorl, Groet                                               | Rijdt niet 's avonds en op zondag                                                                                                  |
| 411                    | Schagen, Station – Tuitjenhorn, Sportlaan                             | Sint Maarten, Sint Maartensvlotbrug, Burgerbrug, Tuitjenhorn/Schagen, Stroet, Kalverdijk                        | Rijdt om en om via Dirkshorn (alleen zaterdag) of Burgerbrug. Rijdt niet 's avonds en op zondag                                    |
| 412                    | Hoorn, Station – Bovenkarspel, Station                                | Schellinkhout, Wijdenes, Hem, Venhuizen, Hoogkarspel, Lutjebroek, Grootebroek                                   | Rijdt niet 's avonds en op zondag                                                                                                  |
| 415                    | Hoorn, Station – Medemblik, Busstation                                | Westerblokker, Oosterblokker, Westwoud, Hauwert, Wervershoof, Onderdijk                                         | Rijdt niet 's avonds en op zondag                                                                                                  |
| 416                    | Schagen, Station – Kreileroord, Zuiderkwelweg                         | Oudesluis, Anna Paulowna, Wieringerwaard, Slootdorp, Wieringerwerf                                              | Rijdt niet 's avonds en op zondag                                                                                                  |
| 417                    | Schagen, Station – Obdam, Station                                     | Haringhuizen, Barsingerhorn, Kolhorn, Lutjewinkel, Winkel, Nieuw Niedorp, Hoogwoud, Opmeer                      | Rijdt niet 's avonds en op zondag                                                                                                  |
| 438                    | Enkhuizen, Kweekwal – Andijk, Middenweg                               | Bovenkarspel | Rijdt niet 's avonds en op zondag                                                                                                  |
| Schoolbus              |                                                                       | | |
| 606                    | Alkmaar, Station – Bergen, Europese School                            | Koedijk | 's Ochtends richting Bergen, 's middags richting Alkmaar                                                                           |
| 612                    | Hoogkarspel, Station→ Hoogkarspel, Station                            | Venhuizen, Hem                                                                                                  | |
| 617                    | Obdam, Station – Hoogwoud, Herenweg                                   | Spanbroek, Opmeer                                                                                               | |
| 650                    | Wervershoof, Raadhuisplein – Lelystad, Station Centrum                | Andijk, Bovenkarspel, Enkhuizen                                                                                 | 's Ochtends richting Lelystad, 's middags richting Wervershoof                                                                     |
| Overal OV Op Maat      |                                                                       | | |
| 764                    | Bakkum, Castricum                                                     | Bakkum, Castricum                                                                                               | Rijdt in de spitsuren als lijn 164                                                                                                 |
| 767                    | Egmond-Binnen, Heiloo                                                 | Egmond-Binnen, Heiloo                                                                                           | Rijdt alleen op zondag |
| Zomerbus (kustbus)     |                                                                       | | |
| 851                    | Den Helder, Station – Petten, Plein 1945                              | Julianadorp, Callantsoog, Sint Maartenszee                                                                      | |
| 866                    | Bergen, Plein – Bergen aan Zee, Strand                                | | |
| 868                    | Castricum, Station – Castricum aan Zee, Strand                        | Bakkum | |
| Niteliner              |                                                                       | | |
| N50                    | Alkmaar, Station → Den Oever, Busstation                              | Broek op Langedijk, Zuid-Scharwoude, Noord-Scharwoude, Heerhugowaard, Nieuwe Niedorp, Middenmeer, Wieringerwerf | Rijdt op zaterdagnacht |
| N60                    | Alkmaar, Station – Heerhugowaard, Centrumwaard                        | | Rijdt op zaterdagnacht |

### Concessie Haarlem-IJmond
De concessie Haarlem-IJmond omvat het gebied rondom Haarlem, IJmuiden en Beverwijk. Deze concessie wordt uitgevoerd door Connexxion.
De lijnnummering in de regio is volgens het volgende nummeringsysteem:
- 1 t/m 15: stadsdienst Haarlem e.o.
- 7x-serie: Beverwijk e.o.
- 8x-serie: Zandvoort e.o.
- 3xx-serie: R-net
- 4xx-serie: buurtbussen
- 5xx-serie: spitsbussen
- 6xx-serie: schoolbussen
- N-serie: nachtbussen

| Lijn                | Route                                                    | Via | Bijzonderheden                                                  |
| ------------------- | -------------------------------------------------------- | --- | --------------------------------------------------------------- |
| Stadsdienst Haarlem |                                                          | |                                                                 |
| 2                   | Station Spaarnwoude (zuid) – Delftplein                  | Zuiderpolder, Slachthuisbuurt, Centrum, Station, Kleverpark, Sinnevelt                                            |                                                                 |
| 3                   | Schalkwijk – IJmuiden, Rotonde Stadspark                 | Spaarne Gasthuis, Centrum, Station, Delftplein, Velserbroek, Santpoort                                            |                                                                 |
| 4                   | Schalkwijk – Vogelenzang, Dorp                           | Heemstede, Bennebroek                                                                                             |                                                                 |
| 7                   | Station → Station                                        | Nova College, Spaarne College                                                                                     | Schoolbus                                                       |
| 8                   | Station → Station                                        | Nova College, Hogeschool Inholland, Overveen                                                                      | Schoolbus                                                       |
| 9                   | Bennebroek, Huis te Bennebroek – Vogelenzang, Dorp       | Heemstede, Aerdenhout                                                                                             |                                                                 |
| 12                  | Delftplein – Spaarndam, Westhoff                         | |                                                                 |
| 14                  | Station Heemstede-Aerdenhout – Delftplein                | Centrum, Station                                                                                                  |                                                                 |
| 15                  | Station – Waarderpolder                                  | Spaarnwoude | Rijdt niet 's avonds en in het weekend                          |
| Streeknet           |                                                          | |                                                                 |
| 71                  | Beverwijk, Station – Uitgeest, Station                   | Heemskerk |                                                                 |
| 72                  | Beverwijk, Station – Heemskerk, Centrum                  | | Rijdt in het weekend via de Bazaar                              |
| 73                  | Haarlem Schalkwijk – Castricum, Station                  | Haarlem (Centrum, Station), Velserbroek, Beverwijk, Heemskerk                                                     |                                                                 |
| 74                  | Heemskerk, Centrum – IJmuiden, Dennekoplaan              | Beverwijk, Velsen-Zuid                                                                                            |                                                                 |
| 75                  | Beverwijk, Station – Wijk aan Zee, Julianaplein          | |                                                                 |
| 76                  | Beverwijk, Station – De Bazaar                           | | Bazaarbus, rijdt alleen in het weekend                          |
| 78                  | Beverwijk, Station – Wijk aan Zee, Julianaplein          | | Rijdt niet 's avonds.                                           |
| 80                  | Amsterdam, Elandsgracht – Zandvoort, Centrum             | Halfweg, Haarlem, Heemstede, Bentveld                                                                             |                                                                 |
| 81                  | Haarlem, Station – Zandvoort, Centrum                    | Bloemendaal aan Zee, Zandvoort Station                                                                            |                                                                 |
| 84                  | Haarlem, Station – Zandvoort, Station                    | Bloemendaal aan Zee                                                                                               | Zomerbus (van mei t/m september)                                |
| 567                 | Haarlem, Wim van Eststraat → Cruquius, Spaarne Werkt     | | Spitsbus                                                        |
| 568                 | Haarlem, Delftplein → Cruquius, Spaarne Werkt            | Haarlem Station                                                                                                   | Spitsbus                                                        |
| 569                 | Cruquius, Spaarne Werkt → Haarlem, Delftplein            | Haarlem Station                                                                                                   | Spitsbus                                                        |
| 572                 | Heemskerk, Centrum – Wijk aan Zee, Julianaplein          | Beverwijk | Spitsbus                                                        |
| R-net               |                                                          | |                                                                 |
| 382                 | Station Amsterdam Sloterdijk – IJmuiden aan Zee          | Westpoort, Spaarnwoude, Buitenhuizen, Velsen Zuid                                                                 |                                                                 |
| 385                 | Haarlem, Station – IJmuiden, Dennekoplaan                | Delftplein, Santpoort Noord, Driehuis                                                                             |                                                                 |
| Buurtbus            |                                                          | |                                                                 |
| 481                 | Haarlem Delftplein – Ramplaankwartier                    | Santpoort, Bloemendaal, Overveen                                                                                  | Rijdt niet 's avonds en op zondag                               |
| Schoolbus           |                                                          | |                                                                 |
| 680                 | Zwanenburg, Kinheim – Aerdenhout, Boekenroodeweg         | Halfweg, Haarlem, Heemstede                                                                                       | 's Ochtends richting Aerdenhout, 's middags richting Zwanenburg |
| Niteliner           |                                                          | |                                                                 |
| N30                 | IJmuiden, Dennekoplaan – Station Amsterdam Bijlmer ArenA | Driehuis, Haarlem, Vijfhuizen, Hoofddorp, De Hoek, Schiphol (Airport, Noord), Amstelveen, Ouderkerk aan de Amstel | R-net, is ook onderdeel van de concessie Amstelland-Meerlanden  |
| N80                 | Amsterdam, Leidseplein → Beverwijk, Station              | Halfweg, Haarlem, Velserbroek                                                                                     | Rijdt alleen vrijdag- en zaterdagnacht                          |

### Concessie Gooi en Vechtstreek
De concessie Gooi en Vechtstreek omvat het busvervoer in het zuidoostelijk deel van de provincie Noord-Holland. Deze concessie wordt uitgevoerd door Transdev.
De lijnnummering in de regio is volgens het volgende nummeringsysteem:
- 1 t/m 3: stadsdienst Hilversum
- 1xx series: streekbussen
- 2xx series: spitsbussen
- 3xx series: R-net
- N series: nachtbussen

| Lijn                  | Route                                                | Via                                                                                 | Bijzonderheden                                                                                  |
| --------------------- | ---------------------------------------------------- | ----------------------------------------------------------------------------------- | ----------------------------------------------------------------------------------------------- |
| Stadsdienst Hilversum |                                                      |                                                                                     |                                                                                                 |
| 1                     | Station – Kerkelanden                                | Centrum                                                                             | In Kerkelanden als ringlijn                                                                     |
| 2                     | Station – Erfgooierskwartier                         | Over 't Spoor                                                                       | In Erfgooierskwartier als ringlijn                                                              |
| 3                     | Station – Ziekenhuis                                 | Sportpark                                                                           |                                                                                                 |
| Streekdienst          |                                                      |                                                                                     |                                                                                                 |
| 5                     | Station Hilversum – Station Naarden-Bussum           | Hilversumse Meent, Media Park                                                       |                                                                                                 |
| 6                     | Station Hilversum – Kortenhoef, Veenstaete           |                                                                                     |                                                                                                 |
| 9                     | Station Hilversum - Baarn, Oude Amsterdamsestraatweg | Anna's Hoeve                                                                        |                                                                                                 |
| 100                   | Station Naarden-Bussum – Hilversum, Ziekenhuis       | Huizen (Prins Bernhardplein, Busstation), Blaricum (Bijvanck, P+R), Eemnes P+R      | Het traject tussen Blaricum en Hilversum worden alleen in de spitsuren bediend                  |
| 104                   | Station Hilversum – Nieuw-Loosdrecht, Schakel        | Zonnestraal                                                                         |                                                                                                 |
| 106                   | Station Hilversum – Station Weesp                    | Kortenhoef, 's-Graveland, Horstermeer, Nederhorst den Berg                          | Rijdt 's avonds en op zaterdag alleen tussen Nederhorst den Berg en Weesp; rijdt niet op zondag |
| 107                   | Station Naarden-Bussum – Bussum, Huizerweg           | Naarden Bosch van Bredius                                                           |                                                                                                 |
| 108                   | Station Hilversum – Huizen, Busstation               | Laren, Blaricum                                                                     |                                                                                                 |
| 109                   | Station Naarden-Bussum – Eemnes, Braadkamp           | Huizen Crailo P+R, Laren                                                            |                                                                                                 |
| 110                   | Station Naarden-Bussum – Station Weesp               | Naarden, Gooimeer P+R, Muiderberg, Muiden P+R                                       |                                                                                                 |
| Spitslijnen           |                                                      |                                                                                     |                                                                                                 |
| 200                   | Huizen, Busstation – Utrecht Science Park            | Blaricum P+R, Eemnes P+R                                                            |                                                                                                 |
| 221                   | Huizen, Busstation – Station Amsterdam Zuid          | Huizen Crailo P+R, Gooimeer P+R, Muiden P+R, (Station Amsterdam RAI)                |                                                                                                 |
| R-net                 |                                                      |                                                                                     |                                                                                                 |
| 320                   | Station Hilversum – Station Amsterdam Amstel         | Eemnes P+R, Blaricum P+R, Huizen (Busstation, Crailo P+R), Gooimeer P+R, Muiden P+R |                                                                                                 |
| 321                   | Eemnes, Tak – Station Amsterdam Zuid                 | Laren, Huizen Crailo P+R, Naarden, Muiden P+R, (Station Amsterdam RAI)              | Rijdt niet in het weekend                                                                       |
| R-net nachtbus        |                                                      |                                                                                     |                                                                                                 |
| N32                   | Station Hilversum → Huizen, Karel Doormanlaan        | Eemnes P+R, Blaricum P+R, Huizen Busstation                                         | Rijdt alleen zaterdagnacht                                                                      |

## Lijnen uit grensoverschrijdende concessies in de provincie Noord-Holland
De concessiegrenzen van de concessies in Noord-Holland overschrijden nergens de provinciegrens, maar enkele buslijnen doen dit wel. Dit is echter ook andersom, lijnen uit concessies in andere provincies rijden in Noord-Holland. Hieronder staan alle buslijnen die horen bij concessies uit andere provincies opgesomd.
| Lijn                                         | Route                                                             | Via | Soort                                | Opmerkingen                                                          |
| Concessie Zuid-Holland Noord (Qbuzz)         | Concessie Zuid-Holland Noord (Qbuzz)                              | Concessie Zuid-Holland Noord (Qbuzz) | Concessie Zuid-Holland Noord (Qbuzz) | Concessie Zuid-Holland Noord (Qbuzz)                                 |
| -------------------------------------------- | ----------------------------------------------------------------- | --- | ------------------------------------ | -------------------------------------------------------------------- |
| 22                                           | Nieuw-Vennep Station – Leiden Centraal                            | Beinsdorp, Hillegom, De Zilk, Noordwijkerhout, Noordwijk, Katwijk aan den Rijn, Valkenburg, Oegstgeest | streekBuzz                           |                                                                      |
| 147                                          | Uithoorn Busstation – Alphen aan den Rijn Station                 | De Kwakel, Vrouwenakker, Nieuwveen, Zevenhoven, Nieuwkoop, Aarlanderveen | streekBuzz                           |                                                                      |
| 250                                          | Leiden Centraal – Haarlem Station                                 | Sassenheim, Lisse, Hillegom, Bennebroek, Heemstede | streekBuzz                           |                                                                      |
| 361                                          | Schiphol Airport – Noordwijk Boekerslootlaan                      | De Hoek, Brugrestaurant A4, Nieuw-Vennep, Lisse, Sassenheim, Voorhout | snelBuzz                             |                                                                      |
| 365                                          | Schiphol Airport – Leiden Centraal                                | De Hoek, Brugrestaurant A4, Leimuiderbrug, Weteringbrug, Oude Wetering, Roelofarendsveen, Leiderdorp | snelBuzz                             |                                                                      |
| 366                                          | Leiden Centraal – Leimuiden Tuinderij                             | Leiderdorp, Roelofarendsveen, Oude Wetering, Weteringbrug, Leimuiderbrug | snelBuzz                             |                                                                      |
| 470                                          | Schiphol Airport – Alphen aan den Rijn Station                    | De Hoek, Leimuiden, Rijnsaterwoude, Woubrugge | R-net                                | 's Nachts als lijn N70                                               |
| 723                                          | Lisse Kanaalstraat – Roelofarendsveen Schoolbaan                  | Lisserbroek, Buitenkaag, Abbenes, Nieuwe Wetering | buurtBuzz                            | Rijdt niet 's avonds en op zondag                                    |
| 850                                          | Haarlem Station – Lisse Keukenhof                                 | | KeukenhofBuzz                        | Alleen tijdens openingstijden Keukenhof                              |
| 852                                          | Amsterdam Europaplein/RAI – Lisse Keukenhof                       | | KeukenhofBuzz                        | Alleen tijdens openingstijden Keukenhof                              |
| 858                                          | Schiphol Airport – Lisse Keukenhof                                | | KeukenhofBuzz                        | Alleen tijdens openingstijden Keukenhof                              |
| N70                                          | Schiphol Airport – Alphen aan den Rijn Station                    | De Hoek, Leimuiden, Rijnsaterwoude, Woubrugge | nachtBuzz                            | Nachtversie van lijn 470 via Brugrestaurant A4                       |
| Concessie Regio Utrecht (Qbuzz/U-OV)         |                                                                   | |                                      |                                                                      |
| 122                                          | Nieuw-Loosdrecht Acacialaan – Utrecht Overvecht                   | Boomhoek, Muyeveld, Breukeleveen, Tienhoven, Oud-Maarsseveen, Westbroek | Streekbus                            | Rijdt niet in het weekend                                            |
| Concessie Provincie Utrecht (Syntus Utrecht) |                                                                   | |                                      |                                                                      |
| 58                                           | Hilversum Station – Driebergen Station Driebergen-Zeist           | Hollandsche Rading, Maartensdijk, Bilthoven, De Bilt, Zeist | Streekbus                            | Rijdt niet 's avonds en op zondag                                    |
| 59                                           | Hilversum Station – Zeist Busstation                              | Lage Vuursche, Den Dolder, Bosch en Duin, Huis ter Heide | Streekbus                            | Rijdt niet 's avonds en in het weekend                               |
| 70                                           | Hilversum Station – Amersfoort Centraal                           | Lage Vuursche, Baarn, Soest | Streekbus                            |                                                                      |
| 120                                          | Amsterdam Station Bijlmer ArenA – Utrecht Centraal Jaarbeurszijde | Abcoude, Baambrugge, Loenersloot, Loenen aan de Vecht, Nieuwersluis, Breukelen, Maarssen | Streekbus                            |                                                                      |
| 121                                          | Hilversum Station – Mijdrecht Centrum                             | Loosdrecht, Oud-Loosdrecht, Loenen aan de Vecht, Loenersloot, Vinkeveen, Wilnis | Streekbus                            | Rijdt niet 's avonds na 20:30 en op zondag                           |
| 123                                          | Uithoorn Busstation – Oudewater J.J. Vierbergenweg                | Amstelhoek, Mijdrecht, Wilnis, Kamerik, Woerden | Streekbus                            |                                                                      |
| 126                                          | Amsterdam Station Bijlmer ArenA – Mijdrecht Centrum               | Abcoude, Vinkeveen, Wilnis | Streekbus                            |                                                                      |
| 130                                          | Uithoorn Busstation – Breukelen Station                           | Mijdrecht, Wilnis, Vinkeveen | Streekbus                            |                                                                      |
| 522                                          | Weesp Station – Vreeland Dorp                                     | Nigtevecht, Loenen aan de Vecht | Buurtbus                             | Rijdt niet 's avonds en op zondag                                    |
| 526                                          | Breukelen Station – Uithoorn Busstation                           | Amstelhoek, De Hoef, Mijdrecht, Wilnis, Vinkeveen, Nieuwer Ter Aa | Buurtbus                             | Rijdt niet 's avonds en op zondag                                    |
| N26                                          | Amsterdam Leidseplein → Woerden Molenvliet                        | Vinkeveen, Mijdrecht, Wilnis, Kamerik | Nachtbus                             | Rijdt alleen op vrijdag- en zaterdagnacht                            |
| Concessie Busvervoer Almere (Keolis)         |                                                                   | |                                      |                                                                      |
| 322                                          | Almere, Station Parkwijk - Amsterdam, Amstelstation               | Almere Stad (Verzetswijk, Tussen de Vaarten, Sallandsekant, Danswijk, Veluwsekant, Busstation ’t Oor, Gooisekant), Almere Poort (Hogekant, Europakwartier, Topsportcentrum, Station Poort), Muiden (P+R, Maxisweg), Diemen (Diemerknoop), Amsterdam-Oost (Brinkstraat, Middenweg) | R-net                                | Rijdt buiten de spitsuren alleen tussen busstation 't Oor en Muiden. |
| 326                                          | Almere, Station Centrum - Blaricum, P+R                           | Almere Stad (Stedenwijk, Busstation ’t Oor, Veluwsekant), Almere Hout (De Kemphaan, Stichtsekant) | R-net                                | Rijdt niet in het weekend                                            |
| 327                                          | Almere, Haven - Amsterdam, Amstelstation                          | Almere Haven (De Steiger, De Gouwen, De Wierden, De Hoven, Centrum, De Werven, De Meenten, De Grienden, De Marken, De Steiger), Almere Stad (Busstation ’t Oor), Muiden (P+R, Maxisweg), Diemen (Diemerknoop), Amsterdam-Oost (Brinkstraat, Middenweg) | R-net                                |                                                                      |
| 330                                          | Almere, Station Buiten - Amsterdam, Station Bijlmer ArenA         | Almere Buiten (Bloemenbuurt, Faunabuurt, Landgoederenbuurt), Almere Stad (Tussen de Vaarten, Sallandsekant, Danswijk, Veluwsekant, Busstation ’t Oor), Muiden (P+R, Maxisweg), Diemen (Diemerknoop, Provincialeweg), Amsterdam-Zuidoost (Eekholt, Bijlmerplein) | R-net                                |                                                                      |
| N22                                          | Almere, Station Buiten - Amsterdam, Leidseplein                   | Almere Buiten (Bloemenbuurt, Faunabuurt, Landgoederenbuurt), Almere Stad (Tussen de Vaarten, Sallandsekant, Danswijk, Parkwijk, Station Parkwijk, Parkwijk, Filmwijk, Flevoziekenhuis, Station Centrum, Staatsliedenwijk, Kruidenwijk, Muziekwijk, Station Muziekwijk, Componistenpad, Station Muziekwijk, Literatuurwijk, Hogekant), Almere Poort (Middenkant, Homeruskwartier, Columbuskwartier, Europakwartier, Station Poort), Muiden (P+R), Amsterdam (Brinklaan, Middenweg, Amstelstation) | nightGo                              | Rijdt alleen op zaterdagnacht                                        |
| N23                                          | Almere, Station Centrum - Amsterdam, Centraal Station             | Almere Stad (Flevoziekenhuis, Filmwijk, Veluwsekant, Busstation ’t Oor), Muiden (P+R) | nightGo                              | Rijdt alleen op zaterdagnacht                                        |
| Concessie Fryslân (Qbuzz)                    |                                                                   | |                                      |                                                                      |
| 350                                          | Alkmaar, Station – Leeuwarden, Station                            | Heerhugowaard, Nieuwe Niedorp, Middenmeer, Wieringerwerf, Den Oever, Afsluitdijk | Qliner                               |                                                                      |